# Tessitura
| I denna artikel     |
| används tonnamnen   |
| B♭ och H.           |
| Se olika skrivsätt. |

Tessitura, sångtekniskt begrepp, en vokalstämmas normalläge.
"Tessitura" används ibland felaktigt som synonym till register och omfång. Tessitura är en term inom vokalmusiken och används för att förklara vilket läge en sång eller en operaroll har. Man menar då inom vilket tonspann som rollen eller sången huvudsakligen håller sig inom, alltså borträknat de allra högsta och lägsta tonerna. När man skall lägesbestämma en operaroll så är det i första hand tessituran som avgör, och inte omfånget. En altroll kan innehålla toner ända upp till 3-strukna c men medan tessituran håller sig mestadels i 1-strukna oktaven (med en anings tänjning uppåt) samtidigt som en sopranroll kanske bara går upp till 2-strukna h, men däremot mestadels ligger inom f1–f2 (1-strukna till 2-strukna f).